# Instituto Universitário dos Açores
O Instituto Universitário dos Açores (1976—1980) foi uma instituição de ensino superior criada nos Açores pelo Decreto-Lei n.º 5/76, de 9 de Janeiro que deu origem, por transformação operada pelo Decreto-Lei n.º 252/80, de 25 de Julho, à actual Universidade dos Açores.

## Objectivos e história institucional
O instituto Universitário dos Açores foi criado no âmbito da regionalização do ensino superior, destinada a dotar as diversas zonas do País de unidades de ensino, investigação, extensão cultural e prestação de serviços à comunidade, capazes de responder às necessidades da democratização do País e de um desenvolvimento regional equilibrado.
Para além disso o Instituto Universitário dos Açores, tendo presente que o carácter de insularidade da região implica soluções particulares que o ajustem às realidades geográficas, económicas e sociais do arquipélago, teve logo à partida um carácter tripolar, com pólos nas cidades de Ponta Delgada, Angra do Heroísmo e Horta, os quais dera origem aos actuais campos universitários açorianos.
Como objectivo específico, o Instituto Universitário dos Açores, tem por fim promover no arquipélago o ensino de nível superior, a investigação científica e tarefas de extensão cultural e de prestação de serviços à comunidade.
A instalação do Instituto foi confiada um grupo alargado de personalidades presidido pelo Doutor José Enes Pereira Cardoso, que viria a ser o primeiro reitor da Universidade dos Açores. Com a criação do Instituto extinguiu-se, de facto, o processo de instalação da Escola Normal Superior de Ponta Delgada que havia sido criada alguns anos antes. Apesar de efémero, o IUA deixou como legado a actual Universidade dos Açores, um dos mais importantes símbolos da autonomia dos Açores. 